# Hiro (Name)
 Hiro  ist ein Vorname japanischen, polynesischen, indischen, pakistanischen und spanischen Ursprungs. Seltener ist es auch ein Nachname.

## Herkunft und Bedeutung
Der japanische Vorname Hiro (ひろ, ヒロ) hat mehrere Bedeutungen, abhängig von den verwendeten Zeichen. Das Kanji 裕 bedeutet „reichlich“. 寛 bedeutet „großzügig, tolerant“ und 浩 bedeutet „wohlhabend“. Es ist ein Unisex-Name im Japanischen, wird aber überwiegend von Männern verwendet.
Der polynesische männliche Vorname Hiro hat seinen Ursprung in der tahitianischen und polynesischen Mythologie. Der höchste Berg auf der Insel Raivavae heißt Mont Hiro.
Hiro ist auch ein indischer und pakistanischer männlicher Vorname. Er stammt aus der Sindhi-Sprache und bedeutet Diamant. Er stammt aus der Provinz Sindh entlang des Indus-Deltas und verbreitete sich auf dem Indischen Subkontinent. Es kommt im Allgemeinen in den südasiatischen Ländern Indien, Bangladesch und Pakistan vor. Ein verwandter Vorname ist Hira auf Sanskrit.
Der spanische männliche Name Hiro ist eine Variante von Chairo und Chiro. Er bedeutet „heiliger Name“. Verwandte Vornamen sind Hero, Iro und Hiero (Hieron), die altgriechischen Ursprungs sind. Hiro ist ein Wortspiel und Paronym von Hero (Held).

## Bekannte Namensträger
Bemerkenswerten Personen mit diesem Namen:
- Hiro Arikawa (Hiroshi Arikawa, geb. 1972), eine japanische Light-Romanautorin
- Hiro Yamagata (Künstler) (Hirodo Yamagata, geb. 1948), japanischer Maler/Künstler
- Hiro (Musikproduzent) (Hiro, geb. 1985), japanischer Musikproduzent (Autor von Kumi Kodas „Taboo“)
- Hiro (Fotograf) (1930–2021), amerikanischer Modefotograf
- Hiroko Shimabukuro (Hiroko Shimabukuro, geboren 1984), japanische Musikerin mit dem Künstlernamen Hiro
- Hiro Mashima (Mashima Hiro, geboren 1977), japanischer Manga-Künstler und Schöpfer unter anderem von Rave Master und „Fairy Tail“.
- Hiro Matsushita (Hiroyuki Matsushita, geb. 1961), japanischer Geschäftsmann und ehemaliger Rennfahrer
- Hiro Murai (* 1983), US-amerikanischer Filmemacher
- Hiro Muramoto (Hiroyuki Muramoto, geb. 1977–2010), japanischer Kameramann und Journalist, wurde während der politischen Proteste in Thailand 2010 ermordet
- Hiro Narita (Hiro Narita, 1941), amerikanischer Kameramann
- Hiro Fujiwara (Hiro Fujiwara, geb. 1981), japanische Manga-Künstlerin, einst unter ihrem früheren Pseudonym Izumi Hiro aktiv
- Hiro Mizushima (Hiro Mizushima, geboren 1984), japanisches Model und Schauspieler
- Hiro Saga (Hiroshi Saga, geboren 1914–1987), eine japanische Adlige und Memoirenautorin
- Hiro Sasaki (Hiro Sasaki, geb. 1950), ein professioneller Wrestler
- Hiro Saito (Hiro Saito, geboren 1961), ein japanischer Profi-Wrestler
- Hiro Suzuhira (Hiro Suzuhira, geboren 1978), japanischer Manga-Künstler, Charakterdesigner und Illustrator
- Hiro Shimono (Hiro Shimono, geboren 1980), japanischer Synchronsprecher und Sänger
- Hiro Kanagawa (Kanagawa Hiroatsu, geb. 1963), japanisch-kanadischer Schauspieler und Dramatiker
- Hiroki Moriuchi (Hiroki Moriuchi, geboren 1994), japanischer Sänger und Sänger von MY FIRST STORY mit dem Künstlernamen Hiro
- Hiroshi Kawaguchi (Hiroshi Kawaguchi, geboren 1965), japanischer Videospielkomponist und Keyboarder, alias Master Hiro
- Hiro Takahashi (Takahashi Hiro, 1964–2005), japanischer Sänger, Texter und Komponist, bekannt für die Schlussthemen von Yu Yu Hakusho, „Unbalance na Kiss o Shite“ und „Taiyō ga Mata Kagayaku Toki“.
- Hiro Yamamoto (Hiro Yamamoto, geboren 1961), US-amerikanischer Musiker und Mitbegründer der mit einem Grammy ausgezeichneten Rockband Soundgarden
- Hiro Poroiae (* 1986), tahitianischer Fußballspieler
- Hiro Sachiya (* 1936), japanischer Religionswissenschaftler und Autor des Buddhismus
- Hiro Ohashi (Ohashi Hiroshi, geboren 1882), ein japanischer Botaniker
- Hiro Yūki (Yūki Hiro, geb. 1965), japanischer Synchronsprecher
- Hiro Ozawa (Hiroshi Ozawa, geb. 1998), japanischer Fußballspieler
- Hiro Peralta (* 1994) ist ein philippinischer Schauspieler
- Hiro Matsuda (Yasuhiro Kojima, geb. 1937), ein japanischer Ringer und Trainer
- Hiro Fujikake (Hiroyuki Fujikake, geb. 1949), ein japanischer Komponist, Dirigent und Synthesizer-Spieler.
- Hiro Ando (* 1973), ein japanischer zeitgenössischer Künstler
- Hiroyuki Igarashi (Hiroyuki Igarashi, geboren 1969), japanischer Tänzer und Produzent, bekannt als Hiro, Anführer von Exile
- Hiromitsu-Aoki (Hiromitsu Aoki, geb. 1980), allgemein bekannt unter seinem Künstlernamen Hiro-X
- Hiro Badlani (* 1934), indischer Augenarzt und hinduistischer Autor[11]
- Hiro Thakur (geb. 1943), indischer Journalist, Wissenschaftler und Dichter[12]

- Kazu Hiro (geb. 1969), US-amerikanische Maskenbildner für Prothesen
- Dilip Hiro (geb. 1932), indischer Autor, Journalist

## Fiktive Charaktere
- Hiro Nakamura, eine Figur aus der amerikanischen Fernsehserie Heroes mit der Fähigkeit, durch die Zeit zu reisen
- Hiro Hiyorimi, Hauptprotagonist der Serie Princess Resurrection
- Hiro Granger, eine Figur aus der Beyblade-Serie
- Hiro, eine Marionette/Hölzerne Puppe als Heldenvorlage für die DS-Version im Nintendo-Titel Isaac, ähnlich der Golden Sun aus Drawn to Life: The Next Chapter.
- Hiro Protagonist, eine Figur aus dem Science-Fiction-Roman Snow Crash
- Hiro Sohma, eine Figur aus der Anime- und Manga-Serie Fruits Basket
- Hiro, eine Figur aus dem Videospiel Bust a Groove
- Hiro, eine Figur aus dem Comic Hidamari Sketch
- Hiro, die Hauptfigur im Videospiel Lunar: Eternal Blue
- Hiro, eine Figur in der Serie Ginga Densetsu Weed
- Hiiro, auch bekannt als Nora, eine wichtige Nebenfigur in der Manga-/Anime-Serie Noragami.
- Hiro Sakurai, eine Hauptfigur im englischsprachigen Original-Manga Miki Falls
- Hiro, eine japanische Dampflokfigur aus dem Thomas und seine Freunde-Special „Hero of the Rails“
- Hiro Fuse, eine Figur aus Scott Westerfelds Buch „Extras“ aus der Uglies-Reihe
- Hiro the Mini Ninja, eine Spielerfigur im Videospiel Mini Ninjas
- Hiro Miyamoto, ein Schwertmeister und Protagonist im Spiel Daikatana
- Heero Yuy (ヒロ・ユイ, Hiro Yui), Pilot des Zero-Anzugs und eine Hauptfigur in Mobile Suit Gundam Wing
- Hiro Oozora, eine Figur aus Little Battlers Experience W, einer der drei Protagonisten.
- Hiro, eine der riesigen Ninja-Kröten vom Berg Myoboku aus der Anime- und Manga-Serie Naruto.
- Hiro Takachiho, Marvel-Figur aus dem Superheldenteam Baymax. In der Disney-Verfilmung von 2014 wurde er in Hiro Hamada umbenannt.
- Hiro, eine Figur aus dem Anime Darling in the Franxx.
- Hiro, einer der Trainer im Videospiel Fitness Boxing 2: Rhythm and Exercise.
- Hiro Amanokawa, die Hauptfigur von Digimon Ghost Game
- Hiro-Kala, ein fiktiver Superschurke in Marvel Comics
- Hiro Okamura, ein jugendliches mechanisches Genie aus Japan, erschien erstmals als Toyman in Superman (Vol. 2) #177
- Hiiro Kagami, eine Figur in der Tokusatsu-Serie Kamen Rider Ex-Aid
- Hiiro Amagi, eine Figur aus dem Rhythmusspiel Ensemble Stars!!

## Mythologie
- Hiro ist der Gott der Diebe in der tahitianischen Mythologie,[5] und ein Halbgott in der polynesischen Mythologie.[6] Er war der erste Erbauer großer Kanus aus zusammengenähten Brettern, die Pahi genannt werden.[5]
- In der Mythologie von Rapa Nui ist Hiro eine alte Regengottheit.[13] Auf der Osterinsel gibt es ein steinernes Aerophon namens Pu o Hiro.[13]